# Affeton Castle
Affeton Castle är ett slott i Storbritannien.   Det ligger i grevskapet Devon och riksdelen England, i den södra delen av landet, 260 km väster om huvudstaden London. Affeton Castle ligger 168 meter över havet.
Terrängen runt Affeton Castle är platt. Runt Affeton Castle är det ganska tätbefolkat, med 80 invånare per kvadratkilometer. Närmaste större samhälle är Tiverton, 19,6 km öster om Affeton Castle. Trakten runt Affeton Castle består i huvudsak av gräsmarker.